# Jennifer Brady
Jennifer Elizabeth Brady (nascida em 12 de abril de 1995) é uma tenista profissional americana.
Fez sua estreia em torneios do Grand Slam no US Open de 2014, recebendo um convite com Samantha Crawford na chave de duplas femininas. Brady possui um título de simples no circuito WTA. No circuito ITF, possui 4 de simples e 5 de duplas.
A partir de 2018, começou a frequentar a segunda semana dos majors, fazendo quartas de final de mistas em 2018 e semifinais de duplas femininas em 2019 no Australian Open. No US Open de 2020, chegou à semifinais de simples, sendo derrotada para a eventual campeã Naomi Osaka. No Australian Open de 2021, esse roteiro se repetiu, com a diferença de que foi na final.
Brady veio do tênis universitário, pela Universidade da Califórnia em Los Angeles (UCLA), estreando na equipe da instituição no segundo semestre de 2013 e ajudando a conquistar o título nacional da divisão 1. Completou o segundo ano de faculdade antes de se profissionalizar no esporte, em 2014.
A americana começou a conquistar os melhores êxitos depois que saiu do país e foi treinar na Europa. No final de 2019, mudou-se para a Alemanha e começou a trabalhar com o ex-treinador de Julia Görges.

## Carreira profissional

### 2014–2016: primeiros anos
Brady fez sua estreia em Grand Slams no US Open de 2014, tendo recebido um "wild card" com Samantha Crawford para a chave principal de duplas femininas. Brady conquistou cinco títulos de simples e seis de duplas no Circuito Feminino da ITF. Ela jogou pela primeira vez na chave principal de um torneio WTA 125 no Carlsbad Classic em novembro de 2015, chegando às semifinais. Em setembro de 2016 no WTA Tour, ela chegou às quartas de final no Guangzhou International Open, em simples e duplas.

### 2017: Avanço nos torneios Major
Brady alcançou a chave principal de simples de um torneio do Grand Slam pela primeira vez no Australian Open, depois de vencer todas as três partidas da qualificatória. Na chave principal, ela derrotou Maryna Zanevska, Heather Watson e a 14ª "cabeça de chave" Elena Vesnina. Sua campanha chegou ao fim na quarta rodada com uma derrota por sets diretos para Mirjana Lučić.
Devido ao seu sucesso no Australian Open, Brady conseguiu uma vaga na chave principal dos três torneios restantes do Grand Slam sem jogar as qualificatórias. No Aberto da França, ela perdeu sua primeira partida para a 13ª cabeça de chave Kristina Mladenovic. Em Wimbledon, ela perdeu na segunda rodada para a oitava cabeça de chave Dominika Cibulková, em dois sets. No US Open, ela derrotou Andrea Petkovic na primeira, a 23ª cabeça de chave Barbora Strýcová na segunda, e Monica Niculescu na terceira rodada. Enfrentando a cabeça de chave Karolína Plíšková na quarta rodada, Brady foi derrotada em dois sets.

### 2018: Queda em simples, sucesso em duplas
Brady teve mais sucesso em duplas do que em simples. Em janeiro, ela chegou às quartas de final do Australian Open com Vania King. Em março, ela chegou à final do WTA 125 Indian Wells Challenger com King, onde caiu para Taylor Townsend e Yanina Wickmayer em dois sets.

### 2019: Retorno à forma
Brady começou a voltar à forma. Ela começou o ano chegando às semifinais em duplas do Australian Open com Alison Riske, antes de cair para a segunda equipe mundial de Tímea Babos e Kristina Mladenovic. Em fevereiro, ela chegou à terceira rodada do Dubai Championships, onde derrotou a nº 22 do mundo, Jeļena Ostapenko, e a nº 20, Caroline Garcia, antes de cair para a nº 4, Petra Kvitová, em três sets. Na semana seguinte, ela chegou à final do Indian Wells Challenger, na qual caiu para Viktorija Golubic, em três sets. Para manter a boa sequência, na semana seguinte no Indian Wells Open, ela derrotou a nº 19 do mundo, Caroline Garcia, antes de cair para a nº 12, Ashleigh Barty, na terceira rodada.
O próximo resultado notável de Brady no ano veio durante a temporada em quadras de grama no Nottingham Open, quando ela chegou às semifinais, antes de cair para a eventual campeã Caroline Garcia, em três sets. Ela também teve uma boa exibição no Premier Mandatory China Open, onde derrotou as compatriotas Amanda Anisimova e Madison Keys, antes de cair para a campeã do US Open, Bianca Andreescu, na terceira rodada.

### 2020: estreia no top 50, primeiro título do WTA Tour, US Open SF, ranking dos 25 primeiros no final do ano
Brady começou a temporada no Brisbane International, onde passou pela qualificatória e derrotou Maria Sharapova, antes da impressionante número 1 do mundo e favorita da casa, Ashleigh Barty, nas oitavas de final. Foi a maior vitória de sua carreira até o momento e a ajudou a alcançar o 49º lugar no ranking mundial de simples. Ela acabou perdendo nas quartas de final para a nº 4, Petra Kvitová, em dois sets.
Brady pegou uma chave difícil no Australian Open, onde caiu para a quarta cabeça de chave, Simona Halep, na primeira rodada. Ela fez um jogo duro com a ex-nº 1 do mundo, já que Halep teve que salvar três set points no primeiro set. Em duplas, ela chegou às quartas de final pelo terceiro ano consecutivo, mas ela e  Caroline Dolehide caíram para as cabeças de chave Hsieh Su-wei e Barbora Strýcová, em dois sets.
Brady passou pela qualificatória no Dubai Championships e garantiu sua segunda vitória sobre uma das 10 melhores adversárias de sua carreira ao derrotar a nº 6, Elina Svitolina, na primeiro rodada. Na segunda, ela enfrentou Markéta Vondroušová e se recuperou de um set e uma quebra dupla para vencer a partida em três sets. Nas quartas de final, ela enfrentou a duas vezes campeã de Majors e ex-nº 1 mundial, Garbiñe Muguruza, derrotando-a em três sets para seguir para sua primeira semifinal de Premier, onde perdeu em dois sets para a eventual campeã Simona Halep.
Brady participou do "all-star" Credit One Bank Invitational em Daniel Island, um evento de exibição que serviu como torneio de Charleston depois que os organizadores reformataram o torneio após a pandemia de COVID-19 como um evento no estilo Laver Cup. Ela foi convocada por Bethanie Mattek-Sands para o Team Peace, que venceu por 26–22, indo para 4–0 com nove pontos (uma vitória no segundo dia para um ponto, uma vitória no quarto dia para dois pontos, uma vitória no quinto dia por três pontos e uma vitória no sexto dia por três pontos). Ela foi a única jogadora invicta em todo o evento de exibição.
Seu primeiro torneio após a retomada do WTA Tour foi o Lexington Open em Kentucky, onde ela ganhou seu primeiro título de simples do WTA Tour. Ela derrotou Heather Watson, a sexta cabeça de chave Magda Linette, Marie Bouzková, Coco Gauff e Jil Teichmann sem perder um set ou enfrentar um "tiebreak" em qualquer set. Após sua vitória, a classificação de Brady subiu para o 40º lugar, o recorde de sua carreira.
No US Open, Brady ficou como 28ª cabeça de chave, apesar de estar em 41º lugar no ranking (devido ao número de 20 melhores jogadores que desistiram do torneio). Ela derrotou Anna Blinkova, CiCi Bellis e Caroline Garcia em dois sets, antes de derrotar a campeã de 2016 e ex-número 1 do mundo, Angelique Kerber, avança para suas primeiras quartas de final de Grand Slam. Ela então registrou outra vitória em sets diretos sobre a 23ª cabeça-de-chave Yulia Putintseva para chegar à sua primeira semifinal de Grand Slam, que ela perdeu para Naomi Osaka em três sets.

### 2021-22: Final do Australian Open, top 15, estreia nas Olimpíadas e hiato por lesões
Brady começou a temporada em Abu Dhabi. Depois de vencer o primeiro set, ela perdeu na primeira rodada para Tamara Zidanšek. Ela também jogou em duplas no mesmo torneio com Garbiñe Muguruza, eles perderam nas quartas de final.
No Australian Open de 2021, Brady venceu Aliona Bolsova [en], Madison Brengle,  Kaja Juvan, Donna Vekić, Jessica Pegula e Karolína Muchová para chegar à sua primeira final em Majors, na qual foi derrotada por Naomi Osaka, em dois sets. Como resultado dessa campanha, ela alcançou o recorde mundial de 13º lugar no ranking de simples em 22 de fevereiro de 2021.
Em sua estreia nas Olimpíadas, Brady foi a 11ª e única cabeça-de-chave americana no torneio. Porém, foi derrotada pela italiana Camila Giorgi, na primeira rodada, em dois sets.
O próximo torneio de Brady foi o Western & Southern Open em Cincinnati. Na primeira rodada, ela venceu Ekaterina Alexandrova em dois sets. Na segunda rodada, ela sofreu uma lesão no joelho após vencer o primeiro set de Jelena Ostapenko. Essa lesão manteria Brady fora do tênis por dois anos.

### 2023: Retorno ao tênis Profissional
Brady anunciou planos de retornar ao tênis profissional para o Aberto da França, no entanto, esses planos foram interrompidos por uma lesão no pé.
Brady teve um retorno bem-sucedido ao tênis profissional em um evento de 100k da ITF em Granby [en], onde derrotou Kyōka Okamura [en] em dois sets na primeira rodada. Brady então perdeu para a 6ª cabeça de chave Himeno Sakatsume [en] na segunda rodada.
Brady fez seu retorno ao WTA Tour no Citi Open em Washington, DC, EUA. Ela usou o "ranking protegido" para entrar na chave principal, onde venceu Anhelina Kalinina na primeira rodada em sets diretos.

## Finais

### Circuito WTA
| Categoria         | S   | D   | DM  |
| ----------------- | --- | --- | --- |
| Grand Slam        | 0–1 | 0–0 | 0–0 |
| Fim de temporada  | 0–0 | 0–0 | —   |
| Jogos Olímpicos   | 0–0 | 0–0 | 0–0 |
| Premier Mandatory | 0–0 | 0–0 | —   |
| Premier 5         | 0–0 | 0–0 | —   |
| Premier           | 0–0 | 0–0 | —   |
| International     | 1–0 | 0–0 | —   |

| Piso    | S   | D   | DM  |
| ------- | --- | --- | --- |
| duro    | 1–1 | 0–0 | 0–0 |
| saibro  | 0–0 | 0–0 | 0–0 |
| grama   | 0–0 | 0–0 | 0–0 |
| carpete | 0–0 | 0–0 | 0–0 |

#### Simples: 2 (1 título, 1 vice)
| Status | V–D | Data                    | Torneio         | Cidade/país               | Categoria     | Piso | Adversária    | Resultado |
| ------ | --- | ----------------------- | --------------- | ------------------------- | ------------- | ---- | ------------- | --------- |
| Perdeu | 1–1 | 20 de fevereiro de 2021 | Australian Open | Melbourne, Austrália      | Grand Slam    | duro | Naomi Osaka   | 4–6, 3–6  |
| Venceu | 1–0 | 16 de agosto de 2020    | Top Seed Open   | Lexington, Estados Unidos | International | duro | Jil Teichmann | 6–3, 6–4  |

### Circuito WTA 125K

#### Simples: 1 (1 vice)
| Status | V–D | Data               | Torneio                                 | Cidade/país                  | Piso | Adversária        | Resultado     |
| ------ | --- | ------------------ | --------------------------------------- | ---------------------------- | ---- | ----------------- | ------------- |
| Perdeu | 0–1 | 3 de março de 2019 | Oracle Challenger Series – Indian Wells | Indian Wells, Estados Unidos | duro | Viktorija Golubic | 6–3, 5–7, 3–6 |

#### Duplas: 1 (1 vice)
| Status | V–D | Data          | Torneio                                 | Cidade/país                  | Piso | Parceira   | Adversárias                      | Resultado |
| ------ | --- | ------------- | --------------------------------------- | ---------------------------- | ---- | ---------- | -------------------------------- | --------- |
| Perdeu | 0–1 | Março de 2018 | Oracle Challenger Series – Indian Wells | Indian Wells, Estados Unidos | duro | Vania King | Taylor Townsend Yanina Wickmayer | 4–6, 4–6  |

### Circuito ITF

#### Simples: 6 (4 títulos, 2 vices)
| Status | V–D | Data             | Cidade/país                          | Categoria | Piso   | Adversária      | Resultado      |
| ------ | --- | ---------------- | ------------------------------------ | --------- | ------ | --------------- | -------------- |
| Venceu | 4–2 | Agosto de 2016   | Granby, Canadá                       | 50.000    | duro   | Olga Govortsova | 7–5, 6–2       |
| Venceu | 3–2 | Maio de 2016     | Indian Harbour Beach, Estados Unidos | 75.000    | saibro | Taylor Townsend | 6–3, 7–5       |
| Venceu | 2–2 | Outubro de 2015  | Rock Hill, Estados Unidos            | 25.000    | duro   | Andrea Gámiz    | 7–5, 6–4       |
| Perdeu | 1–2 | Julho de 2015    | El Paso, Estados Unidos              | 25.000    | duro   | Jamie Loeb      | 7–67, 4–6, 2–6 |
| Perdeu | 1–1 | Novembro de 2014 | New Braunfels, Estados Unidos        | 50.000    | duro   | Irina Falconi   | 36–7, 2–6      |
| Venceu | 1–0 | Setembro de 2014 | Redding, Estados Unidos              | 25.000    | duro   | Lauren Embree   | 6–2, 6–1       |

#### Duplas: 5 (5 títulos)
| Status | V–D | Data             | Cidade/país                    | Categoria | Piso   | Parceira          | Adversárias                     | Resultado        |
| ------ | --- | ---------------- | ------------------------------ | --------- | ------ | ----------------- | ------------------------------- | ---------------- |
| Venceu | 5–0 | Junho de 2019    | Surbiton, Londres, Reino Unido | 100.000   | grama  | Caroline Dolehide | Heather Watson Yanina Wickmayer | 6–3, 6–4         |
| Venceu | 4–0 | Julho de 2015    | El Paso, Estados Unidos        | 25.000    | duro   | Alexa Guarachi    | Robin Anderson Maegan Manasse   | 3–6, 6–3, [10–7] |
| Venceu | 3–0 | Setembro de 2014 | Redding, Estados Unidos        | 25.000    | duro   | Lauren Embree     | Alexandra Facey Kat Facey       | 6–3, 6–2         |
| Venceu | 2–0 | Outubro de 2011  | Montego Bay, Jamaica           | 10.000    | duro   | Nikola Hübnerová  | Ximena Hermoso Ivette López     | 6–3, 6–1         |
| Venceu | 1–0 | Outubro de 2011  | Ilha Amélia, Estados Unidos    | 10.000    | saibro | Kendal Woodward   | Erin Clark Wen Xin              | 5–7, 6–1, [10–7] |